# Tusen gånger starkare
Tusen gånger starkare är en ungdomsbok av Christina Herrström från 2006 utgiven på Bonnier Carlsen. Den nominerades till Augustpriset 2006.
Boken handlar om maktspelet mellan könen i skolan. I 2010 filmatiserades boken med bibehållet namn. 

## Handling
Signe är en blyg 15-årig tjej och i hennes klass är det de bråkiga killarna och den populära Mimmi som styr. När den nyinflyttade Saga börjar i klassen sker dock en stor förändring; hon bryter mot de oskrivna lagarna om hur tjejer bör agera. Till en början beröms hon av lärarna för att hon tar för sig och är stark, jämfört med de andra tjejerna, men då de följer hennes exempel utbryter kaos.